# Палмер, Теодор Шерман
Теодор Шерман Палмер — американский биолог. 
В 1889 году начал работать в отделе экономической орнитологии и маммологии Департамента сельского хозяйства США. Палмер был членом около 25 североамериканских и 4 зарубежных научных или природоохранных организаций. Он был вице-президентом Американского общества териологов с 1928 по 1934 год, а также одним из основателей Национального Одюбоновского общества. С 1900 по 1916 год он был сотрудником Службы охраны рыбных ресурсов и диких животных США. После своей отставки в 1933 году он посвятил себя сохранению дикой природы и орнитологии - он был секретарём Союза американских орнитологов, а также имел биографические и библиографические интересы. В 1891 году он возглавил экспедицию для изучения флоры и фауны Долины Смерти. Его важнейшая работа, написанная за 20 лет и опубликованная в 1904 году, называется «Index Generum Mammalium». В честь учёного назван вид грызунов Neotamias palmeri.